# Arctia aurantiaca
Arctia aurantiaca là một loài bướm đêm thuộc phân họ Arctiinae, họ Erebidae.